# Радишево
Ра́дишево (болг. Радишево) — село в Плевенській області Болгарії. Входить до складу общини Плевен.

## Населення
За даними перепису населення 2011 року у селі проживали 506 осіб, з них 474 особи (99,2%) — болгари.
Розподіл населення за віком у 2011 році:
Динаміка населення: